# Зозулино
Зозулино (укр. Зозулине) — село,
Сафоновский сельский совет,
Путивльский район,
Сумская область,
Украина.
Код КОАТУУ — 5923883805. Население по переписи 2001 года составляло 39 человек .

## Географическое положение
Село Зозулино находится на расстоянии в 1 км от сёл Кардаши, Голубково и Трудовое.
Рядом с селом находится большой лесной массив урочище Спащино.
Рядом проходит автомобильная дорога Т-1911.